# Nihon Shoki Sanso
Nihon Shoki Sanso (日本書紀纂疏) é uma obra de Ichijō Kaneyoshi que foi publicada no século XV. Trata da história antiga do Japão.